# Rickenellaceae
Rickenellaceae är en familj av svampar. Rickenellaceae ingår i ordningen Hymenochaetales, klassen Agaricomycetes, divisionen basidiesvampar och riket svampar.
Kladogram enligt Dyntaxa:
| Rickenellaceae | \| \| Atheloderma \| \| \| \|          |
|                | \| \| Atheloderma \| \| \| \|          |
|                | Hymenochaetaceae                       |
|                |                                        |
|                | Hymenochaetales, genera incertae sedis |
|                |                                        |
|                | Schizoporaceae                         |
|                |                                        |
|                | Atheloderma                            |
|                |                                        |

|  | Atheloderma |
|  |             |